# Friedrich-Wilhelm von Loeper
Friedrich-Wilhelm von Loeper (Prieborn, 3 agosto 1888 – Bückeburg, 8 ottobre 1983) è stato un generale tedesco della Wehrmacht durante la seconda guerra mondiale.

## Biografia
Figlio di un ufficiale, entrò sin da giovane nella scuola per cadetti dell'esercito imperiale tedesco. Prestò quindi servizio come ufficiale in varie funzioni dal 1908, divenendo comandante di battaglione del 1º reggimento granatieri col quale prese parte alla prima guerra mondiale. Dal 1917 venne impiegato presso il ministero della guerra. Dopo la guerra passò al Reichswehr e fu comandante di altre unità. Dal 1933 al 1935 comandò l'area di addestramento militare di Sennelager.
Entrato nella Wehrmacht fu, tra le altre cose, comandante della 6ª Panzer Division (agosto 1938 - ottobre 1939), dell'81ª divisione di fanteria (dicembre 1939 - ottobre 1940) ed il 1º settembre 1940 venne promosso tenente generale. Comandò la 10ª divisione di fanteria (ottobre 1940 - aprile 1942), con la quale prese parte alla campagna sul fronte orientale. Ottenne quindi il comando della 178ª divisione panzer finendo poi in riserva dall'ottobre del 1944. Dall'ottobre del 1944 sino al febbraio 1945 comandò la Panzer Division "Tatra" che venne impiegata contro la rivolta nazionale slovacca scoppiata in quell'anno. Da marzo ad aprile del 1945 rimase in servizio, venendo in seguito catturato dagli alleati e rilasciato nel 1947.